# Dinastija Jin (1115. – 1234.)
Dinastija Jīn (kineski: 金朝, pinyin: Jīn Cháo; džurdženski: Anchun Gurun; mandžurski: Aisin Gurun; kitanski jezik: Nik, Niku;; mongolski: Altan Ulus), također poznata kao Džurdženska ili Džurdžijska dinastija je bila dinastija džurdženskih vladara iz klana Wanyan (完顏 Wányán) koja je u 12. i 13. stoljeću vladala područjem današnje Mandžurije, ruskog Dalekog Istoka i sjeverne Kine. Njezini potomci su u 17. stoljeću osnovali mandžursku dinastiju Qing. Njen naziv se ponekad ispisuje kao Jinn kako bi ju se razlikovale od ranije kineske dinastije dinastije Jin čiji se naziv istovjetno ispisuje na latinici.

## Povijest
Dinastiju je 1115. god. osnovao džurdženski poglavica Wanyan Aguda (完顏阿骨打). U njegovo vrijeme su glavni neprijatelj Džurdža bili Kitani čija je dinastija Liao vladala sjevernom Kinom. Kako bi ih porazili, Džurdži su sklopili tzv. „Savez na moru” (海上之盟) s dinastijom Song koja je vladala južnom Kinom. Zahvaljujući njemu država Liao je 1123. god. uništena. Međutim, samo dvije godine kasnije Džurdži su se, osjetivši slabost cara Huizonga okrenuli protiv svojih saveznika, napali ih i početkom 1127. god. osvojili kinesku prijestolnicu Kaifeng zarobivši Huizonga i skoro sve članove njegove obitelji. Ostaci dinastije Song su se povukli na jug gdje su sljedećih par desetljeća pružali otpor sve dok se sporazumom u Shaoxingu (紹興和議) 1141. god. nije uspostavila rijeka Huai kao granica između dvije države. Južni Song je morao plaćati i danak od 250.000 taela i 250.000 paketa svile svake godine (do 1164.). Ukratko, sporazum je sveo Južni Song na poluvazalnu državu dinastije Jin.
Iako su se Džurdži masovno doselili u novoosvojena područja na jugu, njihova elita se relativno brzo sinizirala, usprkos pokušaja pojedinih vladara dinastije koji su promicali džurdženski jezik i kulturu. Razdoblje dugog mira i prosperiteta je okončano početkom 13. stoljeća kada su Džurdži došli u sukob s Mongolima i njihovim vođom Džingis Kanom. Naposljetku su Mongoli pod kanom Ogedejem, uz pomoć Južnog Songa, 1232. god. napali dinastiju Jin i zauzeli Kaifeng. Sljedeće godine je posljednji car Aizong izvršio samoubojstvo, okončavši tako dinastiju Jin.

## Popis careva dinastije Jin
| Hramsko ime (Miao Hao 廟號)                          | Postumno ime (Shi Hao 諡號)          | Rodno ime (姓名 xìngmíng)                         | Godine vladavine | Prijestolno ime (Nian Hao 年號) i godine trajanja                                            |
| ---------------------------------------------------- | ------------------------------------ | ------------------------------------------------- | ---------------- | -------------------------------------------------------------------------------------------- |
| Konvencionalno: "Jin" + hramsko ime ili postumno ime |                                      |                                                   |                  |                                                                                              |
| Tàizǔ 太祖                                           | Dugo i ne koristi se za ovog vladara | Wányán Āgǔdǎ 完顏阿骨打 ili Wányán Min 完顏旻     | 1115. – 1123.    | Shōuguó (收國, 1115. – 1116.) Tiānfǔ (天輔, 1117. – 1123.)                                   |
| Tàizōng 太宗                                         | Dugo i ne koristi se za ovog vladara | Wányán Wúqǐmǎi 完顏吳乞買 ili Wányán Shèng 完顏晟 | 1123. – 1135.    | Tiānhuì (天會, 1123. – 1135.)                                                                |
| Xīzōng 熙宗                                          | Dugo i ne koristi se za ovog vladara | Wányán Hélá 完顏合剌 ili Wányán Dǎn 完顏亶        | 1135. – 1149.    | Tiānhuì (天會, 1135. – 1138.) Tiānjuàn (天眷, 1138. – 1141.) Huángtǒng (皇統, 1141. – 1149.) |
| Nije postojalo                                       | Hǎilíngwáng 海陵王                   | Wányán Dígǔnǎi 完顏迪古乃 ili Wányán Liàng 完顏亮 | 1149. – 1161.    | Tiāndé (天德, 1149. – 1153.) Zhènyuán (貞元, 1153. – 1156.) Zhènglóng (正隆, 1156. – 1161.)  |
| Shìzōng 世宗                                         | Dugo i ne koristi se za ovog vladara | Wányán Wūlù 完顏烏祿 ili Wányán Yōng 完顏雍       | 1161. – 1189.    | Dàdìng (大定, 1161. – 1189.)                                                                 |
| Zhāngzōng 章宗                                       | Dugo i ne koristi se za ovog vladara | Wányán Jǐng 完顏璟                                | 1189. – 1208.    | Míngchāng (明昌, 1190. – 1196.) Chéng'ān (承安, 1196. – 1200.) Tàihé (泰和, 1200. – 1208.)   |
| Nije postojalo                                       | Wèishàowáng 衛紹王 ili Wèiwáng 衛王  | Wányán Yǒngjì 完顏永濟                            | 1208. – 1213.    | Dà'ān (大安, 1209. – 1212.) Chóngqìng (崇慶, 1212. – 1213.) Zhìníng (至寧, 1213.)            |
| Xuānzōng 宣宗                                        | Dugo i ne koristi se za ovog vladara | Wányán Xún 完顏珣                                 | 1213. – 1224.    | Zhēnyòu (貞祐, 1213. – 1217.) Xīngdìng (興定, 1217. – 1222.) Yuánguāng (元光, 1222. – 1224.) |
| Āizōng 哀宗                                          | Dugo i ne koristi se za ovog vladara | Wányán Shǒuxù 完顏守緒                            | 1224. – 1234.    | Zhèngdà (正大, 1224. – 1232.) Kāixīng (開興, 1232.) Tiānxīng (天興, 1232. – 1234.)           |
| Nije postojalo                                       | Mòdì 末帝                            | Wányán Chénglín 完顏承麟                          | 1234.            | Nije postojalo                                                                               |

## Poveznice
- Kineska povijest
- Kineska kultura
- Kineska umjetnost

## Vanjske poveznice
- Jin-Song relations (engl.)

| prethodnik Dinastija Liao | Dinastije u kineskoj povijesti 1115. – 1234. | nasljednik Dinastija Yuan |